# Philippe Schraag
Philippe Schraag (...) è un ex schermidore francese, vincitore di una medaglia d'argento ai campionati mondiali di scherma.